# George Munro (Philanthrop)
George Munro (* 12. November 1825 in Millbrook, Nova Scotia; † 23. April 1896 in den Catskill Mountains, New York) war ein kanadischer Verleger und Philanthrop.

## Familie
Geboren wurde Munro als Sohn des Farmers John Muro und dessen Frau Mary Mathieson. Er hatte neun Geschwister. Munro war zwei Mal verheiratet. Am 12. Juli 1855 heiratete er in Halifax Rachael Warren. Aus dieser Ehe ging ein Sohn hervor. Seine zweite Frau, Catherine Forrest, heiratete er am 14. September 1864. Mit ihr hatte er einen Sohn und zwei Töchter.

## Werdegang
Muro absolvierte zunächst eine Lehre zum Drucker, bevor er mit dem Besuch der Pictou Academy seine Schulbildung fortsetzte. Nach dem Abschluss 1847 unterrichtete er zunächst an einer Schule in New Glasgow, bevor ihm 1850 eine Stelle als Lehrer für Mathematik und Naturphilosophie an der Free Church Academy in Halifax angeboten wurde. 1852 stieg er dort zum Rektor auf. Vier Jahre später gab er seine Stelle auf, wanderte in die Vereinigten Staaten aus und ließ sich in New York City nieder. Dort fand er eine Anstellung bei D. Appleton & Company und verdiente seinen Lebensunterhalt mit dem Handel von britischen Zeitschriften und Büchern. Nach Anstellungen bei verschiedenen Firmen des Verlagswesens machte sich Munro selbständig und gab erfolgreich Zeitschriften und Bücher heraus und baute so ein beträchtliches Vermögen auf.
Seinen finanziellen Erfolg nutzte Munro unter anderem dazu, die Dalhousie University zwischen 1878 und 1885 in erheblichem Maße zu unterstützen. So stiftete er etwa einen Lehrstuhl für Physik, einen für Geschichte und Politische Ökonomie sowie einen für Verfassungs- und Völkerrecht. Aus letzterem entwickelte sich letztlich die juristische Fakultät der Dalhousie University. Neben seinen Geld- erbrachte Munro auch Sachspenden in Form von Büchern und Fachzeitschriften für die Universitätsbibliothek. Zu Ehren Munros richtet die Dalhousie University seit 1881 jährlich den Munro Day aus.
Auch an der New York University engagierte sich Munro als Mitglied des Verwaltungsrats ehrenamtlich.